# انجوس هوستون
أنجوس هوستون (بالإنجليزية: Angus Houston) وُلد في 9 يونيو 1947، وهو مشير جوي متقاعد في القوات الجوية الملكية الأسترالية شغل منصب رئيس قوات الدفاع الأسترالية من 2005 إلى 2011. وُلد هوستون في أير، اسكتلندا، وهاجر إلى أستراليا في عام 1968. التحق بالقوات الجوية الملكية الأسترالية كضابط طيار في عام 1970، وتدرج في الرتب حتى تولى قيادة القوات الجوية في عام 2001، ثم أصبح قائدًا لقوات الدفاع الأسترالية عام 2005.

## الحياة المبكرة والتعليم
وُلد هوستون باسم ألان غرانت هوستون في مدينة أير، اسكتلندا، في 9 يونيو 1947. انتقل إلى أستراليا في عام 1968، وغير اسمه الأول إلى "أنغوس" عام 2005 ليعكس الاسم الذي كان معروفًا به بشكل غير رسمي طوال حياته المهنية.

## الخدمة العسكرية
انضم هوستون إلى القوات الجوية الملكية الأسترالية كضابط طيار في عام 1970. خدم كطيار مروحية خلال معظم سنوات خدمته، بما في ذلك خلال حرب الخليج الثانية. في عام 1994، عُين قائدًا لجناح، ثم أصبح قائد قاعدة أمبرلي الجوية في كوينزلاند عام 1996.
في يوليو 1999، تولى قيادة مجموعة الخطط في مقر الدفاع الوطني، وعُيّن لاحقًا نائبًا لرئيس أركان القوة الجوية في عام 2000، ثم رئيسًا للقوة الجوية الملكية الأسترالية في 20 يونيو 2001. خلال فترة ولايته، أشرف على تحديثات كبرى في قدرات القوات الجوية وتوسيع دورها في العمليات الخارجية.
في يوليو 2005، تم تعيينه رئيس قوات الدفاع الأسترالية، وهو المنصب العسكري الأعلى في أستراليا، واستمر في المنصب حتى تقاعده في يوليو 2011.

## ما بعد التقاعد
منذ تقاعده، شغل هوستون عددًا من المناصب في الحكومة والمجتمع المدني. في عام 2014، ترأس البحث الدولي عن الرحلة MH370 التابعة للخطوط الجوية الماليزية بعد اختفائها الغامض.
كما ترأس فريق مراجعة حكومي مستقل حول معالجة أستراليا لطالبي اللجوء، عُرف بـ"مراجعة هوستون"، والتي قُدمت توصياتها في أغسطس 2012. كذلك، شغل مناصب استشارية في العديد من الهيئات الحكومية والجامعات.

## الأوسمة والتكريم
حصل هوستون على العديد من الأوسمة، بما في ذلك:
- وسام رفيق وسام أستراليا (AC)

- وسام الخدمة المتميزة (DSC)

- وسام الخدمة الوطنية الأسترالية

في عام 2012، تم اختياره كشخصية العام في كوينزلاند.

## الحياة الشخصية
أنغوس هوستون متزوج وله ثلاثة أبناء. يعيش في كانبيرا.